# Accidente del Bell 212 de la Fuerza Aérea Uruguaya de 2021
El accidente del Bell 212 de la Fuerza Aérea Uruguaya de 2021 fue un accidente aéreo que tuvo lugar a las 02:25 del 25 de marzo de 2021. El helicóptero siniestrado, un Bell 212 Twin Huey perteneciente a la Fuerza Aérea Uruguaya, había despegado del Aeropuerto Internacional de Carrasco, en el departamento de Canelones. Su destino era la ciudad de Rocha y luego la ciudad de Chuy, realizando un vuelo de transporte de un lote de 186 vacunas Pfizer para el Covid-19.
El siniestro se produjo durante el transcurso del vuelo, cuando por causas desconocidas se produjo un error mecánico, el cual obligó a los pilotos a realizar un aterrizaje de emergencia mientras la nave perdía altura, tras el cual la nave comenzó a incendiarse, provocando pérdidas totales, tanto del aeronave como de las vacunas que transportaba.

## La aeronave
La aeronave involucrada era un Bell 212 Twin Huey, un helicóptero de rescate que realizaba también traslados de personal y carga, con registro FAU030.
La aeronave se fabricó en las instalaciones de la compañía estadounidense Bell Helicopter, en Fort Worth, Texas. Siendo adquirida por la Fuerza Aérea Uruguaya en 1980, arribando al Uruguay el 14 de enero de 1981.